# Сезер, Бунямин
Бунямин Сезер (род. 4 июля 1988 года) — турецкий тяжелоатлет, двукратный победитель чемпионатов Европы 2011 и 2012 годов. Участник летних Олимпийских игр 2012 года.

## Карьера
В 2010 году турецкий спортсмен выступил на взрослом чемпионате Европы где занял 4-е место в категории до 62 кг.
В категории до 62 кг, в 2011 и 2012 годах, на чемпионате континента он завоёвывал чемпионский титул. В 2011 впервые принял участие в чемпионате мира, занял 9-е место.
На летних Олимпийских играх в Лондоне турецкий спортсмен принял участие в соревнованиях в весовой категории до 69 кг, и занял итоговое 17-е место.
В 2015 и 2017 годах на взрослом чемпионате Европы занимал второе место.
В 2018 году принял участие в чемпионате мира в Ашхабаде. Выступал в новой весовой категории до 61 кг. В результате стал 16-м, с весом на штанге по сумме двух упражнений — 274 кг.
На чемпионате Европы 2019 года, в Батуми, Бунямин по сумме двух упражнений стал серебряным призёром, сумев зафиксировать результат 283 кг. В упражнении рывок он завоевал малую серебряную медаль (132 кг).

## Достижения
Чемпионат Европы
| Результат | Вес      | Год  | Место соревнований | Рывок | Толчок | Общий вес |
| Золото    | до 62 кг | 2011 | Казань, Россия     | 140,0 | 158,0  | 298,0     |
| Золото    | до 62 кг | 2012 | Анталия, Турция    | 142,0 | 159,0  | 301,0     |
| Серебро   | до 62 кг | 2015 | Тбилиси, Грузия    | 134,0 | 154,0  | 288,0     |
| Серебро   | до 62 кг | 2017 | Сплит, Хорватия    | 135,0 | 154,0  | 289,0     |
| Серебро   | до 61 кг | 2019 | Батуми, Грузия     | 132,0 | 151,0  | 283,0     |